# Shorda
Shorda (Chinees: 香达镇, pinyin: xiāngdá zhèn) is de hoofdplaats van het een arrondissement Nangchen in de Tibetaanse autonome prefectuur Yushu in de provincie Qinghai in China. Shorda ligt aan de oever van rivier Dza-chu aan de bovenloop van de Mekong.